# William Conolly

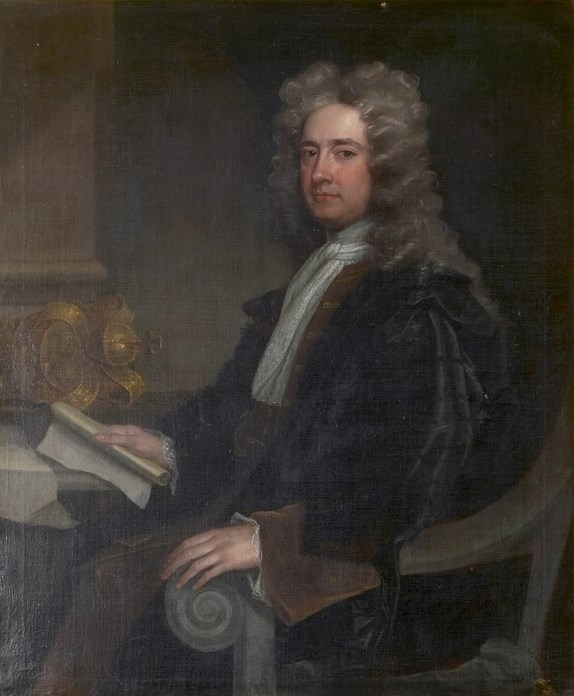
William Conolly

William Conolly (genannt: Speaker Conolly, * 9. April 1662 in Ballyshannon, County Donegal, Irland; † 30. Oktober 1729 in Castletown House, Celbridge, County Kildare) war ein irischer Politiker und Sprecher des Irish House of Commons von 1715 bis 1729.

## Leben
William Conolly wurde als Sohn des Gastwirts Patrick Conolly  in Ballyshannon im County Donegal geboren. Patrick Conolly kam aus dem County Monaghan und war ein Abkömmling des O’Connell-Clans (Ó Conghalaigh) von Oriel (Airgíalla). Patrick zog in den County Donegal und konvertierte zur anglikanischen Kirche. Von seinen Kindern William, Patrick, Hugh, Phelim und Thady sollte William in Dublin Rechtswissenschaften studieren. William Conolly wurde im Alter von 23 Jahren 1685 Solicitor.
Als Rechtsanwalt arbeitete er in Dublin und heiratete 1694 Katherine Conyngham. Aus der Ehe gingen keine Kinder hervor. Der Neffe William James Conolly erbte die Güter.
Nach dem Krieg der zwei Könige wurden etwa 5 % der Fläche Irlands durch die Krone. Conolly war einer derjenigen, die am meisten Land aufkauften.
Er ließ ab 1722 eines der ersten Palladianischen Herrenhäuser in Irland, Castletown House in Celbridge, County Kildare, als Werk der Architekten Alessandro Galilei und Edward Lovett Pearce erbauen. Weitere Bauten, die er veranlasste, waren sein eigenes Stadthaus in Capel Street von Dublin, Old Custom House (1815 abgebrochen) und das Parliament House. Seine Residenz Cliff House in Ballyshannon wurde für das Cliff-Wasserkraftwerk in den 1950er Jahren abgebrochen.
Conolly gehört zu den einflussreichsten Politikern Irlands im frühen 18. Jahrhundert. Sein Gegenspieler war Alan Brodrick, 1. Viscount Midleton, aus Cork. Mitglied des Parlaments war er seit 1692 (bis 1703) für Donegal, danach für das County Londonderry bis zu seinem Tod 1729. 1703 und 1713 wurde er auch für Newtown Limavady und ab 1727 für Ballyshannon. Diese beiden zusätzlichen Sitze nahm er jedoch nicht wahr. Conolly war zu seinen Lebenszeiten der reichste Mensch in Irland.